# Винжу-Маре
Винжу-Маре (рум. Vânju Mare) — місто у повіті Мехедінць в Румунії. Адміністративно місту підпорядковані такі села (дані про населення за 2002 рік):
- Букура (381 особа)
- Ніколає-Белческу (949 осіб)
- Оревіца-Маре (1102 особи)
- Траян (732 особи)

Місто розташоване на відстані 255 км на захід від Бухареста, 28 км на південний схід від Дробета-Турну-Северина, 75 км на захід від Крайови.

## Населення
За даними перепису населення 2002 року у місті проживали 6940 осіб.
Національний склад населення міста:
| Національність | Кількість осіб | Відсоток |
| -------------- | -------------- | -------- |
| румуни         | 6838           | 98,5%    |
| цигани         | 101            | 1,5%     |
| українці       | 1              | < 0,1%   |

Рідною мовою назвали:
| Мова      | Кількість осіб | Відсоток |
| --------- | -------------- | -------- |
| румунська | 6839           | 98,5%    |
| циганська | 101            | 1,5%     |

Склад населення міста за віросповіданням:
| Релігія       | Кількість осіб | Відсоток |
| ------------- | -------------- | -------- |
| православні   | 6883           | 99,2%    |
| п'ятдесятники | 27             | 0,4%     |
| баптисти      | 16             | 0,2%     |
| римо-католики | 7              | 0,1%     |
| адвентисти    | 6              | 0,1%     |
| реформати     | 1              | < 0,1%   |

## Зовнішні посилання
- Дані про місто Винжу-Маре на сайті Ghidul Primăriilor [Архівовано 16 березня 2012 у Wayback Machine.]